# تپه سعد وقاص ۲
تپه سعد وقاص ۲ مربوط به سده‌های اولیه و میانه دوران‌های تاریخی پس از اسلام است و در شهرستان نهاوند، بخش مرکزی، دهستان طریق الاسلام، ضلع شمالی روستای سعد وقاص واقع شده و این اثر در تاریخ ۲۵ آبان ۱۳۸۷ با شمارهٔ ثبت ۲۳۶۸۵ به‌عنوان یکی از آثار ملی ایران به ثبت رسیده است.